# الموانسة
قرية الموانسة هي إحدى القرى التابعة لمركز كفر صقر في محافظة الشرقية في جمهورية مصر العربية. حسب إحصاءات سنة 2006، بلغ إجمالي السكان في الموانسة 12528 نسمة، منهم 6228 رجل و6300 امرأة.